# Comuna Șubkiv
Șubkiv (în ucraineană Шубків) este o comună în raionul Rivne, regiunea Rivne, Ucraina, formată din satele Dubî, Horînhrad Druhîi, Horînhrad Perșîi, Kotiv, Rîsveanka și Șubkiv (reședința).

## Demografie
Componența lingvistică a comunei Șubkiv
     Ucraineană (97,45%)
     Rusă (2,31%)
     Alte limbi (0,09%)
Conform recensământului din 2001, majoritatea populației comunei Șubkiv era vorbitoare de ucraineană (97,45%), existând în minoritate și vorbitori de rusă (2,31%).